# Піладжі Рао Гайквад
Піладжі Рао Гайквад (помер 14 травня 1732) — маратхський генерал, засновник династії Гайквадів, а також засновник і перший магараджа Вадодари.
Убитий в Дакорі емісарами Абхая Сінгха, могольського губернатора Гуджарату.